# Ибица-гейт

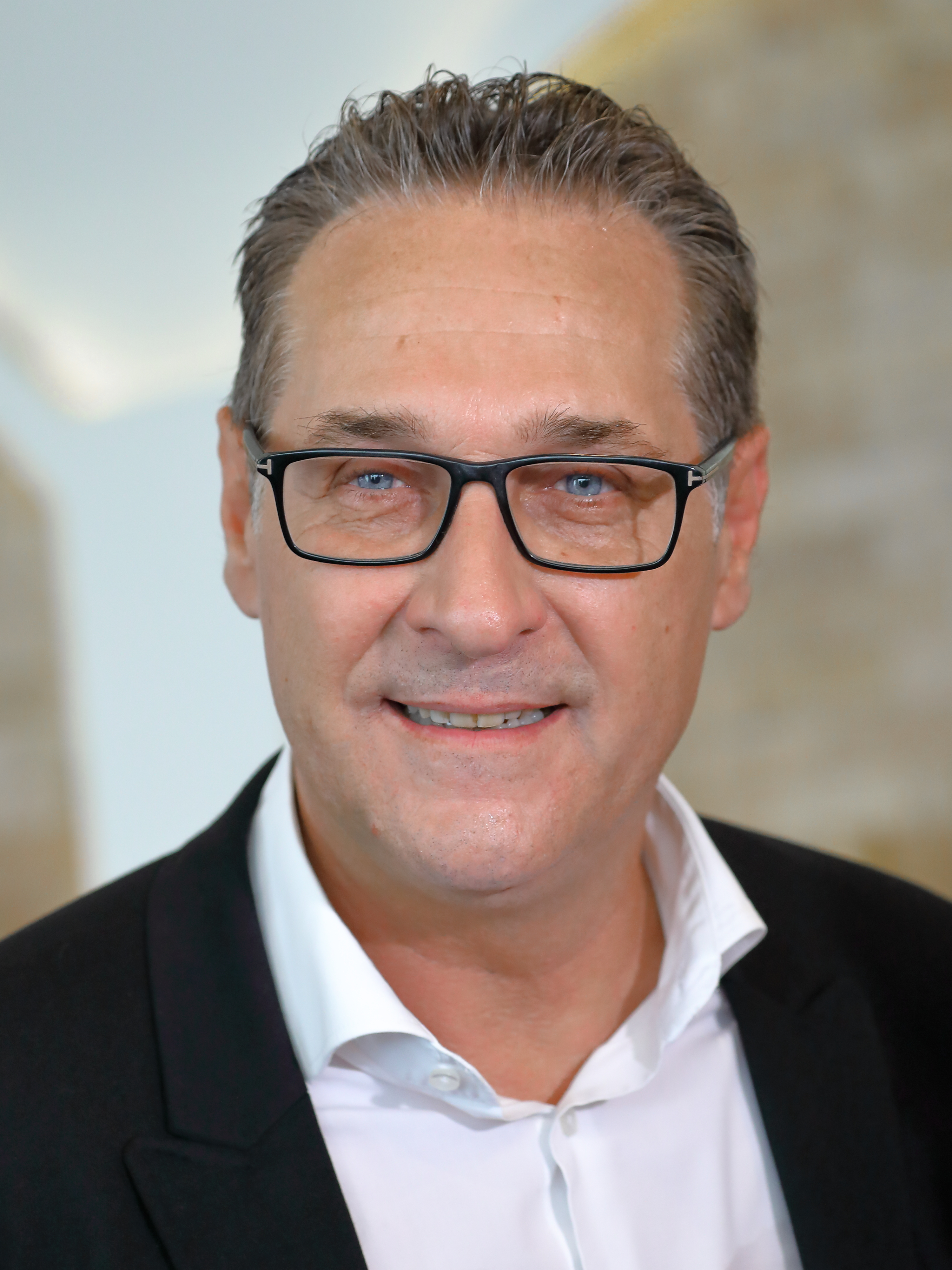
Хайнц-Кристиан Штрахе (2020)

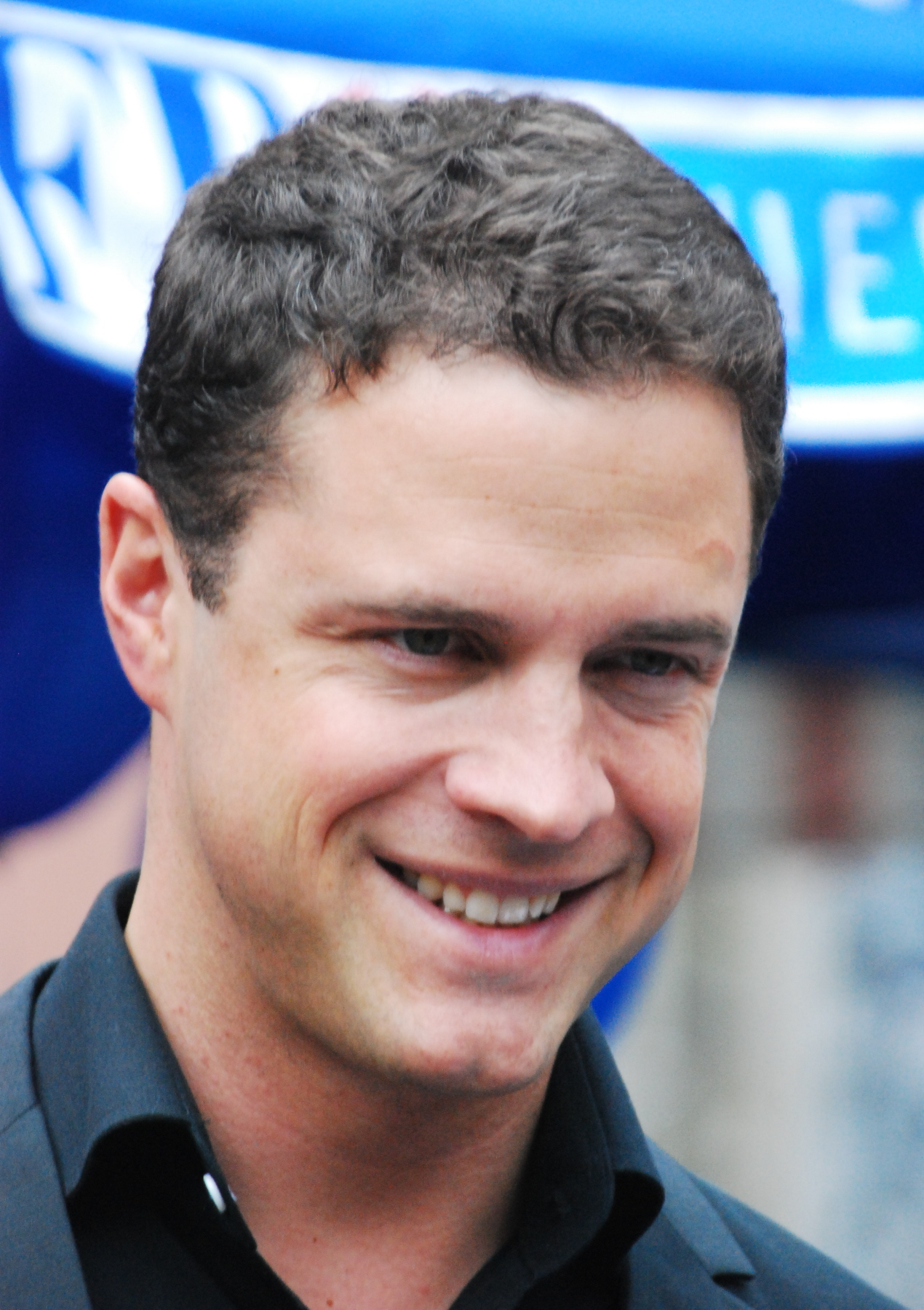
Йоханн Гуденус (2012)

Ибица-гейт (нем. Ibiza-Affäre) — политический скандал в Австрии с участием Хайнца-Кристиана Штрахе, вице-канцлера и лидера Партии свободы (FPÖ); Йоханна Гуденуса, заместителя лидера Партии свободы, и других членов австрийской Партии свободы, как и политических фигур Австрии в целом.
Скандал был спровоцирован 17 мая 2019 года публикацией тайной видеозаписи встречи на Ибице, Испания, в июле 2017 года, где, как предполагается, были записаны политики Штрахе и Гуденус, обсуждающие закулисные действия и намерения своей партии. На видео оба политика, похоже, были благосклонны к предложениям женщины, представлявшейся племянницей российского олигарха. Собеседники обсуждали предоставление «Партии свободы» позитивного освещения в новостях в обмен на правительственные контракты. Штрахе и Гуденус также намекали на коррупционную политическую практику, в которую якобы вовлечены другие богатые доноры «Партии свободы» в Европе и за её пределами. Видео демонстрировало намерение «Партии свободы» подавить свободу прессы в Австрии, заменив её ангажированными средствами массовой информации, с дополнительной целью превратить самый массовый таблоид страны — Kronen Zeitung — в рупор «Партии свободы». 
Скандал вызвал распад правящей коалиции Австрии 18 мая 2019 года и привёл к назначению досрочных выборов.

## Видео
17 мая 2019 года Der Spiegel и Süddeutsche Zeitung сообщили, что в 2017 году Штрахе и члену «Партии свободы» Йоханну Гуденусу была оказана поддержка в проведении выборов со стороны женщины, изображающей из себя племянницу российского олигарха Игоря Макарова, который впоследствии отрицал любые связи с ней. Источником обвинений стало видео (по заказу Рамин Мирфахрай, رامین میرفخرایی), тайно записанное на арендованной вилле на Ибице в июле 2017 года, на котором видно, что Штрахе соглашается помочь женщине в приобретении деловых контрактов в Австрии в обмен на оказание поддержки на предстоящих выборах в Австрии (октябрь 2017 года). По данным немецких новостных агентств, всего во встрече приняли участие пять человек, но полная видеозапись не была опубликована. Среди этих людей были Хайнц-Кристиан Штрахе; женщина, которая представилась племянницей русского олигарха; переводчик (который пришёл с ней); другой представитель Партии свободы, Йоханн Гуденус, который, по всей видимости, и организовал встречу; и жена Гуденуса, Таджана (урождённая Тайчич). Собеседники общались на английском, немецком и русском языках. 
В кадре, согласно Der Spiegel, Штрахе рассказал предполагаемому инвестору, что он много раз бывал в России и что он встречался с советниками президента России Владимира Путина с целью наладить «стратегическое сотрудничество». Он принял предложение женщины, о помощи его партии на выборах 2017 года, через покупку таблоида массового распространения, Kronen Zeitung; Штрахе далее предложил ей пожертвовать средства через их партийные каналы, которые трудно было бы отследить. 
Во время разговора в кадрах Штрахе сказал, что у него есть контакты с израильтянами, которые выступают против левой политики в Израиле, и что его пригласили в Китай для продвижения бизнеса между Австрией и Китаем. Штрахе, вероятно, также сказал, что компании Glock Ges.mb H. и Novomatic, а также инвесторы Хайди Хортен и Рене Бенко внесли крупные пожертвования как «Партии свободы», так и ÖVP, используя некоммерческие организации.
Штрахе также сказал, что Ханс Петер Хазельштайнер, крупный акционер строительной компании Strabag, больше не будет получать комиссионные от правительства. 
На видеозаписи Штрахе говорит, что он хотел «создать медиаландшафт, как Орбан».

## Контекст встречи на Ибице
Встреча на вилле была организована Гуденусом, который несколько раз встречался с русской женщиной в Вене; Гуденус также предоставил некоторые переводы во время встречи, поскольку он говорит по-русски. В какой-то момент встречи Гуденус говорит обеспокоенному Штрахе: «Нет, это не ловушка». Йоханн Гуденус заявил в более позднем интервью, что человек, который впервые встретился с возможной племянницей российского олигарха и также присутствовал на первой встрече 24 марта 2017 года, был адвокатом из Вены. Согласно интервью, мужчина также подтвердил личность женщины и её немецкого спутника Гуденусу. Сам адвокат отказался предоставлять информацию прессе, указывая на привилегию адвоката и клиента, и настоял на том, чтобы его не упоминали по имени в публикациях. 
Der Spiegel и Süddeutsche Zeitung, которые получили и проанализировали части видео (более шести часов), утверждают, что они не знают личности и мотивов тех, кто сделал видео и предоставил его им. 22 мая 2019 года два ответственных журналиста Süddeutsche Zeitung рассказали в телевизионном ток-шоу о том, как информатор показал им выдержки из материала. Во время их второй встречи с источником использовалась некоторая технология поляризации, поэтому им приходилось использовать очки со специальным покрытием, чтобы видеть материал на ноутбуке, предоставленном информатором. Der Spiegel и Süddeutsche Zeitung заявили, что они не платили за видео. 

### Спекуляции
Высокопрофессиональная организация вероятной ловушки, количество времени и денег, по всей видимости, затраченных на её подготовку и реализацию, заставили немецкое издание Die Welt задуматься, кто мог бы стоять за этой операцией, предназначенной для создания того, что газета называет «компроматом» (компрометирующим материалом, который будет использован в нужный момент, чтобы подорвать своего врага), который был прибережён на два года и обнародован за несколько дней до выборов в Европейский парламент, которые должны состояться в мае 2019 года. 
Известная австрийская газета Wiener Zeitung связала политическую активистскую группу Германии Zentrum für Politische Schönheit с созданием этого видео ввиду её предыдущей активности, а также подозрительного поведения в Твиттере, причём эта группа стала первой, подписавшейся на новый аккаунт, который первым написал в Твиттере о первоначальной публикации видео. 
Канцлер Себастьян Курц отметил сходство с методами, используемыми израильским советником по выборам Талeм Зильберштейном, который был задержан и допрошен по обвинению в отмывании денег в Израиле ещё до выборов в Австрии 2017 года. В Австрии Зильберштейн был обвинён в использовании методов чёрного пиара в поддержку СДПА на выборах 2017 года. 
Немецкая газета BILD сообщила, что за этой операцией стоят австрийский адвокат Рамин Мирфахрай, родившийся в Тегеране, и немецкий детектив из Мюнхена.
По данным австрийской газеты Die Kronen-Zeitung, племянницу олигарха на видео сыграла боснийская студентка.  Последующее расследование показало, что фигуранткой скандального видео оказалась гражданка Латвии Уна Саукума, против которой в 2023 году у неё на родине было возбуждено уголовное дело о подделке документов и мошенничестве с целью вымогательства денег. 26 июля 2023 года ей исполнилось 40 лет. Встреча с «племянницей олигарха» оказалась ловушкой для участвовавших в ней политиков, а проведение «спецоперации» оценивается специалистами в 600 тысяч евро. Можно предполагать, что после момента записи до ее публикации они подвергались какому-то давлению с целью получить деньги за «молчание». Видео инцидента выставлялось на продажу за 5 миллионов евро.

## Последствия

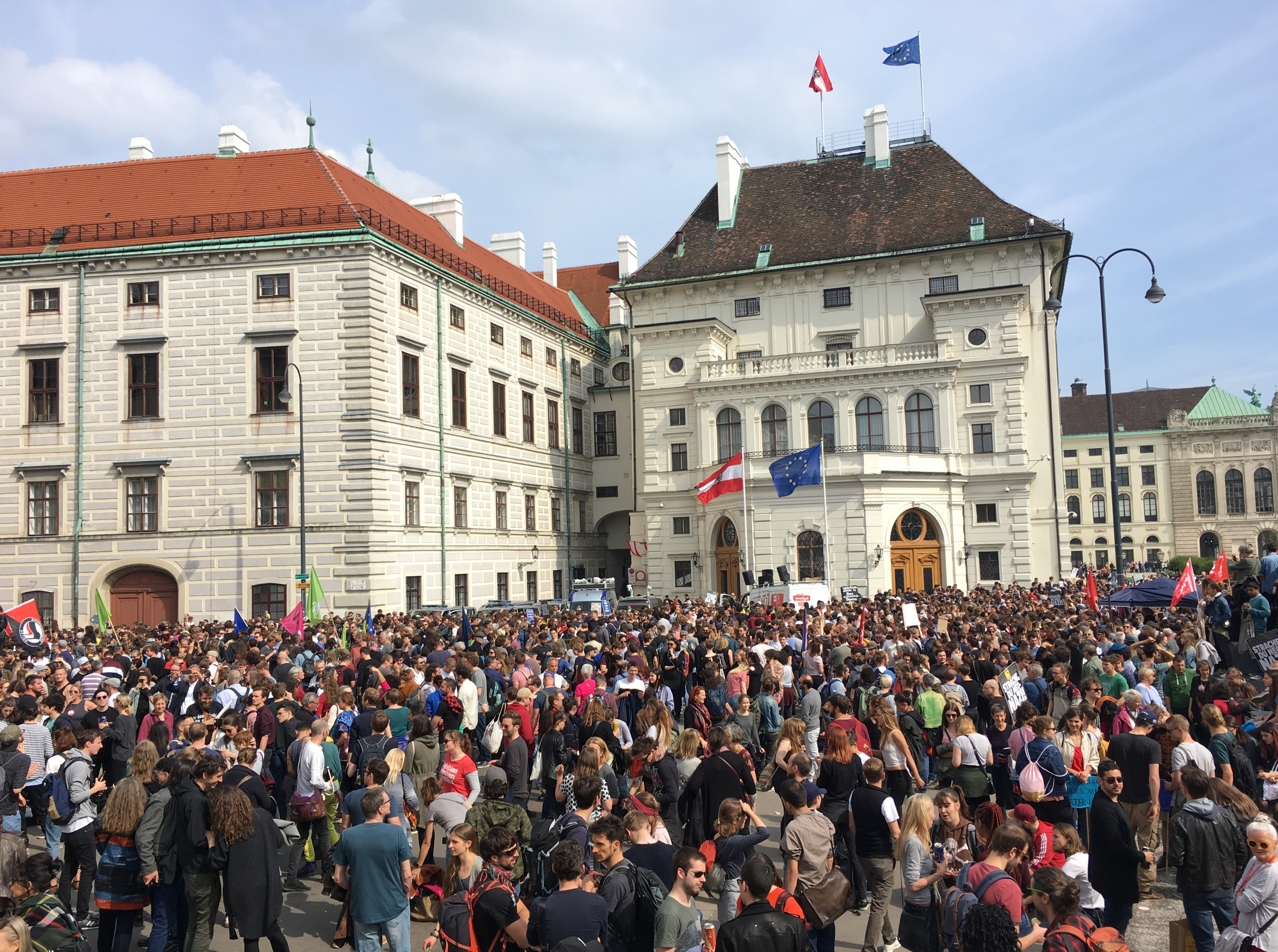
Митинг на Бальхаусплац 18 мая 2019 года с требованием досрочных выборов

### Отставка Штрахе и Гуденуса
18 мая 2019 года в полдень (по CEST) Хайнц-Кристиан Штрахе объявил о своей отставке с поста вице-канцлера Австрии и председателя Партии свободы на пресс-конференции. Он сказал, что попросил канцлера Себастьяна Курца об отставке с поста вице-канцлера в тот же день в 11:00 CEST, незадолго до участия в пресс-конференции. Курц принял заявление и посоветует президенту Александру ван дер Беллену официально уволить Штрахе. Штрахе назначил исполняющим обязанности вице-канцлера и лидера партии Норберта Хофера, министра инфраструктуры и транспорта. Планировалось, что президиум «Партии свободы» соберётся 19 мая и официально назначит исполняющего обязанности Хофера и назначенного лидера партии. 
На пресс-конференции Штрахе охарактеризовал видеозапись как незаконный и аморальный акт со стороны прессы и объявил, что примет любые возможные юридические меры против организаторов, операторов и издателей видео. Однако позже он признал своё правонарушение. Кроме того, Штрахе пожелал, чтобы правительство Курца осталось. 
Вскоре после того, как Штрахе объявил о своей отставке, Йоханн Гуденус также объявил о своём уходе со всех политических постов. 

### Конец коалиции и досрочные выборы
18 мая 2019 года в 19:45 (по CEST) канцлер Курц выступил с официальным заявлением на пресс-конференции в Канцелярии. В заявлении Курц высоко оценил сотрудничество между двумя сторонами, но заявил, что «хватит значит хватит», и тем самым покончил с действующим коалиционным правительством; он также сказал, что просил президента Александра Ван дер Беллена как можно скорее начать выборы в законодательный орган. 
19 мая после встречи с Курцем Александр Ван дер Беллен заявил, что партиям страны необходимо «как можно скорее восстановить доверие» электората, и выступил за проведение выборов в начале сентября. 

### Увольнение министра внутренних дел Кикля
20 мая 2019 года в 18:00 (по CEST) канцлер Курц заявил на пресс-конференции, что он попросил президента Александра ван дер Беллена уволить министра внутренних дел Герберта Кикля. Кикль был одним из самых противоречивых политиков «Партии свободы» и, будучи министром внутренних дел, возглавил расследование дела на Ибице.
Кроме того, Курц утверждал, что Кикль не воспринимал обстоятельства всерьёз после того, как он назначил Питера Голдгрубера Генеральным директором по общественной безопасности после раскрытия скандала. Голдгрубер уже был крайне противоречивой фигурой до дела на Ибице, особенно из-за дела BVT в 2018 году. Он занимал пост генерального секретаря внутренних дел при Кикле и известен своими тесными связями с министром. Будучи генеральным директором по общественной безопасности, Голдгрубер будет непосредственно контролировать все федеральные правоохранительные органы в Австрии. В тот же день президент Ван дер Беллен отказался подтвердить назначение Гольдгрубера. Эксперты полагают, что Кикль назначил Голдгрубера Генеральным директором, чтобы расширить влияние своей партии на австрийские правоохранительные органы, и, поскольку это не кабинетная должность, Голдгробер останется на своём посту даже после распада правительства Курца. 
Партия свободы пригрозила отозвать всех своих министров, если Курц осмелится предложить отставку Кикля. Курц ответил, что он заполнит министерские посты экспертами и высокопоставленными чиновниками, если «Партия свободы» выполнит свою угрозу. 

### Отставка министров «Партии свободы»
Об отставке всех оставшихся министров «Партии свободы» в правительстве Курца было сообщено 20 мая 2019 года, после того как выпад канцлера против Герберта Кикля стал достоянием гласности. Представитель «Партии свободы» указал на решение партийного собрания, в котором говорилось, что если канцлер выступит против Кикля, все министры уйдут в отставку. Помимо Кикля, в администрации Курца также представлены министр социальных дел Беате Хартингер-Кляйн, министр транспорта, инноваций и технологий Норберт Хофер и министр обороны Марио Кунасек. Министр иностранных дел Карин Кнайсль также была назначена «Партией свободы», но не является членом партии. 

### Вотум недоверия
Лево-популистская партия JETZT анонсировала вотум недоверия правительству на 27 мая. 
Бывший министр внутренних дел Герберт Кикль («Партия свободы») сказал: «Тот, кто даёт уверенность, получает уверенность. Кто не даёт уверенности, тот не получает уверенности». Это подразумевало, что «Партия свободы» будет голосовать против правительства Курца. Партия официально заявила, однако, что слова Кикля были вырваны из контекста и что решение о вотуме доверия ещё не принято. По состоянию на 21 мая у СДПА нет официального мнения о вотуме недоверия, и NEOS проголосует против него.

### Отставка канцлера С.Курца
27 мая 2019 года правительство Курца получило парламентский вотум недоверия. Это первый с 1945 года случай, когда парламент страны сместил канцлера. На следующий день Курц принял решение уйти в отставку. Президент Австрии Александр Ван дер Беллен назначил главу Конституционного суда Бригитте Бирляйн временным канцлером до формирования следующего правительства после выборов в Национальный совет.  
По итогам досрочных выборов 29 сентября 2019 года Австрийская народная партия Курца улучшила свои результаты, получив 37,5 % голосов и 9 дополнительных мест в Национальном совете. 7 января 2020 года Себастьян Курц снова был назначен федеральным канцлером.